# Campylognathoididae
De Campylognathoididae zijn een groep uitgestorven pterosauriërs behorend tot de Lonchognatha.
In 1967 benoemde Oskar Kuhn een onderfamilie Campylognathoidinae binnen de Rhamphorhynchidae om Campylognathoides een plaats te geven.
In 2003 schiep Alexander Kellner een Campylognathoididae, waarvan de naam de vorm heeft als die van een familie, en gaf een exacte definitie als klade: de groep bestaande uit Campylognathoides en alle soorten nauwer verwant aan Campylognathoides dan aan andere pterosauriërs. Die ene soort betrof dan Eudimorphodon ranzii. Hoewel volgens Kellners definitie de klade uit slechts twee soorten kan bestaan, is ook Austriadactylus door hem wel als een campylognathoïdide gezien, kennelijk onder een ruimere impliciete definitie. Kellner gaf de volgende twee synapomorfieën, gedeelde nieuwe eigenschappen, van de klade: de voorste punt van de onderkaken is naar beneden gebogen; de bevestigingskam voor de musculus deltoides bedraagt minstens een derde van de lengte van het opperarmbeen. Reeds in 1978 was Rupert Wild op grond van de vergelijkende methode tot de conclusie gekomen dat beide soorten nauw verwant waren.
David Unwin gaf in hetzelfde jaar een afwijkende definitie: de groep bestaande uit de laatste gemeenschappelijke voorouder van Campylognathoides liasicus en Eudimorphodon ranzii, en al zijn afstammelingen.
De Campylognathoididae zijn de zustergroep van de Breviquartossa binnen de Lonchognatha, als we Unwins terminologie gebruiken; Kellner gebruikt in plaats van Lonchognatha de term Novialoidea.
De twee soorten komen uit het late Trias (Norien; Eudimorphodon) en het vroege Jura (Toarcien; Campylognathoides). Het zijn vrij kleine vormen met een staart. Volgens Fabio Marco Dalla Vecchia is ook de triadische Carniadactylus een campylognathoïdide.